# Serra do Mar
Serra do Mar ([ˈsɛʁɐ du ˈmaɾ] tiếng Bồ Đào Nha có nghĩa là Dãy núi của biển) là một hệ thống núi dài 1.500 km bao gồm các núi dốc đứng ở Đông Nam Brazil.

## Địa lý
Serra do Mar chạy song song với bờ biển Đại Tây Dương từ tiểu bang Espírito Santo xuống tới Santa Catarina., mặc dù một số tài liệu ghi rằng dãy Serra Geral cũng thuộc Serra do Mar, trong trường hợp đó thì phạm vi của nó sẽ mở rộng xuống tận bang Rio Grande do Sul.
Dãy núi chính tạo thành ranh giới giữa vùng duyên hải ven biển với vùng cao nguyên, nơi có độ cao trung bình từ 500 đến 1.300 mét (1.600 đến 4.300 ft). Đó là một phần của Vách đá Lớn chạy dọc theo bờ biển phía đông của nam Brazil, bắt đầu từ thành phố Salvador, Bahia.

## Các khu dự trữ sinh quyển Đại Tây Dương
Bao gồm 25 khu rừng nhiệt đới, là các khu bảo tồn, các khu dự trữ sinh quyển thuộc các tiểu bang Paraná và São Paulo là những khu vực rộng lớn được bảo tồn ở Đông Nam Brazil. Các khu rừng là các ngọn núi bao phủ bởi rừng rậm, các vùng đất ngập nước, các rừng đảo, rừng ven biển, khu vực này bao gồm một môi trường thiên nhiên phong phú và phong cảnh rừng tự nhiên rất đẹp như các đảo, cửa sông, thác nước, núi đá vôi cùng hệ động thực vật hoang dã phong phú.
Các khu rừng là các địa điểm còn lại của rừng Đại Tây Dương ở Brazil, thể hiện sự phong phú của động thực vật, lịch sử tiến hóa. Các khu rừng ở đây phát triển từ thời kỳ băng hà, với một hệ sinh thái phức tạp và đa dạng sinh học cao với số lượng 70% các loài thực vật, 85% các loài động vật linh trưởng và% 39 động vật có vú của thế giới. Các loài đáng chú ý gồm có: báo đốm, mèo rừng, rái cá, 20 loài dơi, 350 loài chim và các loài linh trưởng đang có nguy cơ tuyệt chủng (khỉ hú nâu, khỉ sư tử mặt đen tamarin). Ngoài ra là một số loài khác như: đại bàng lớn nhất châu Mỹ Đại bàng Harpy, vẹt đuôi đỏ Amazon (Red-tailed Amazon) hay loài chim Pipile jacutinga....
Di sản này bao gồm các khu rừng trên núi Serra do Mar, tại cao nguyên Brazil, từ các đồng bằng ven biển Đông Nam đến các khu bảo tồn tự nhiên ở cửa sông Iguape-Cananéira, Paranagua, các vùng ngập mặn, đầm phá cửa sông Ribeira, các cồn cát, bãi biển rộng lớn.
25 khu bảo tồn, khu dự trữ sinh quyển thuộc di sản Các khu dự trữ sinh quyển Đại Tây Dương bao gồm: 
| - Khu bảo tồn thiên nhiên Jureia-Itatins - Khu bảo tồn thiên nhiên Chauas - Khu bảo tồn thiên nhiên Guaraquecaba - Khu bảo tồn thiên nhiên Ilha do Mel - Khu bảo tồn thiên nhiên Xitue - Khu bảo tồn thiên nhiên Guaraguacu - Vườn quốc gia Superagüi - Vườn quốc gia Pariquera - Abaixo - Vườn quốc gia Jacupiranga (một phần) | - Vườn quốc gia Ilha do Cardoso - Vườn quốc gia Carlos Botelho - Vườn quốc gia Pico do Marumbi - Vườn quốc gia Intervales - Vườn quốc gia Lauraceas - Vườn quốc gia Alto Ribeira - Khu dự trữ Salto Morato - Khu bảo tồn hoang dã Serras Cordeiro, Paratiu, Itapua e Itinga | - Khu bảo tồn hoang dã Serras do Arrepiado e Tombador - Khu bảo tồn hoang dã Mangues - Khu bảo tồn hoang dã Serra do Itapitangui - Khu bảo tồn hoang dã Ilhas - Khu bảo tồn và công viên quốc gia Roberto E Lange Turistical - Khu bảo tồn Serra da Graciosa Turistical - Khu bảo tồn và vườn quốc gia Pau OCO Turistical - Khu bảo tồn hoang dã Ilha Comprida |

## Hình ảnh

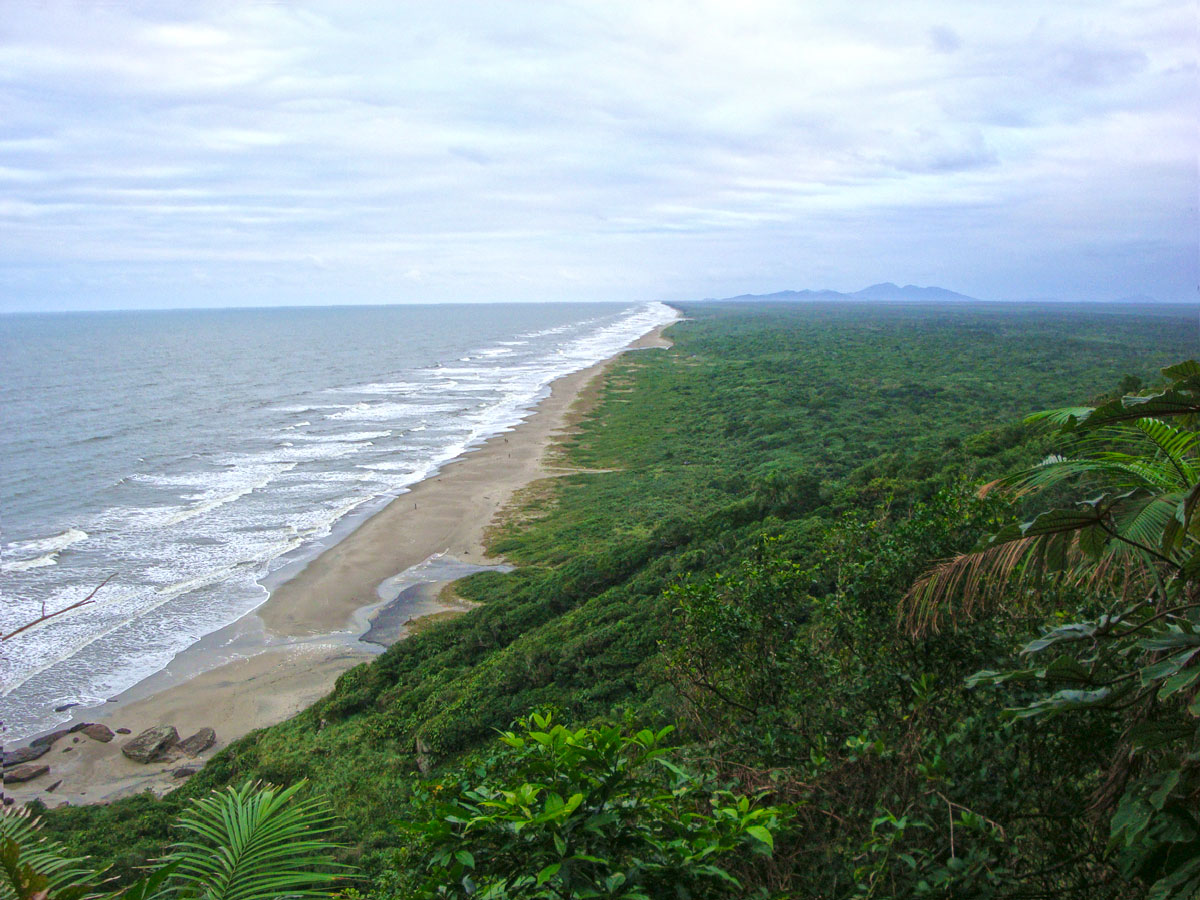
Khu bảo tồn thiên nhiên Jureia-Itatins
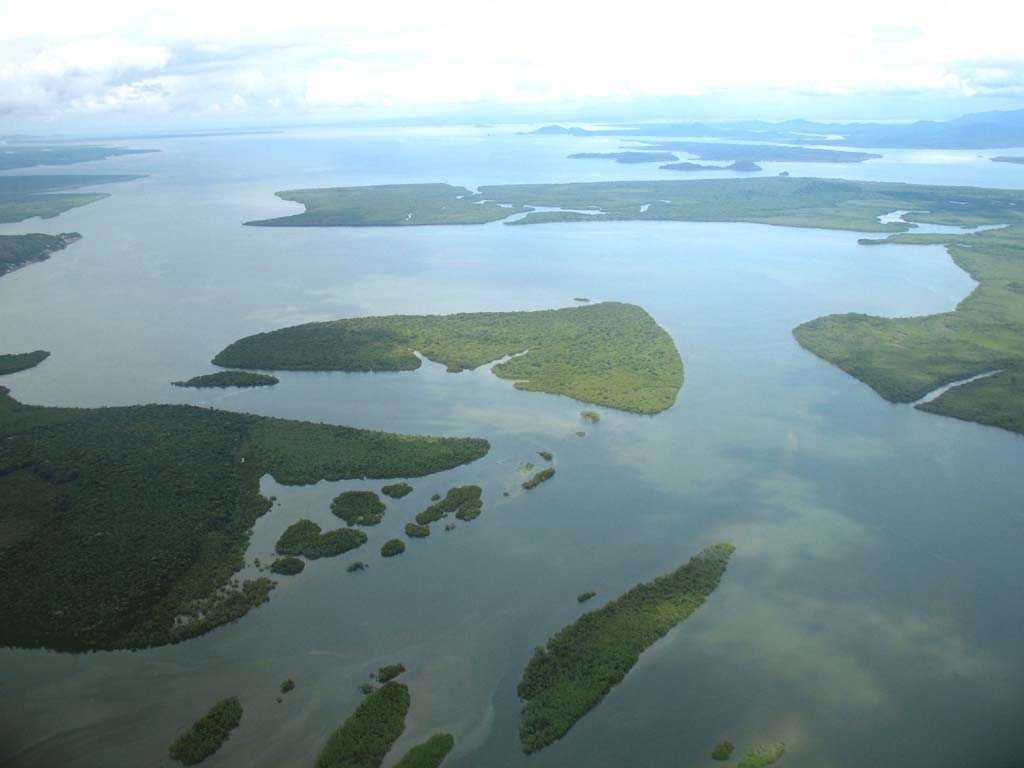
Khu bảo tồn thiên nhiên Guaraquecaba
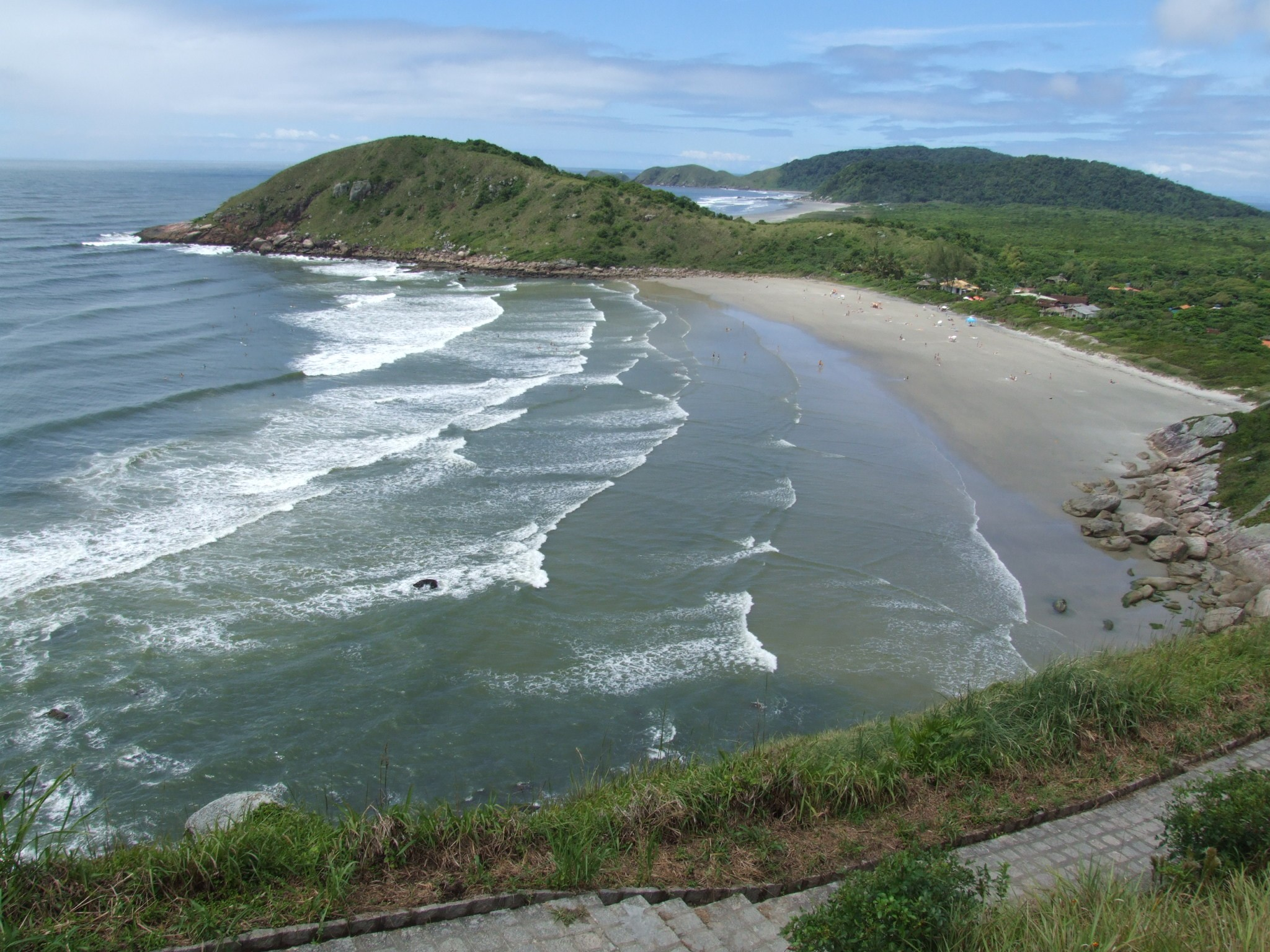
Khu bảo tồn thiên nhiên Ilha do Mel
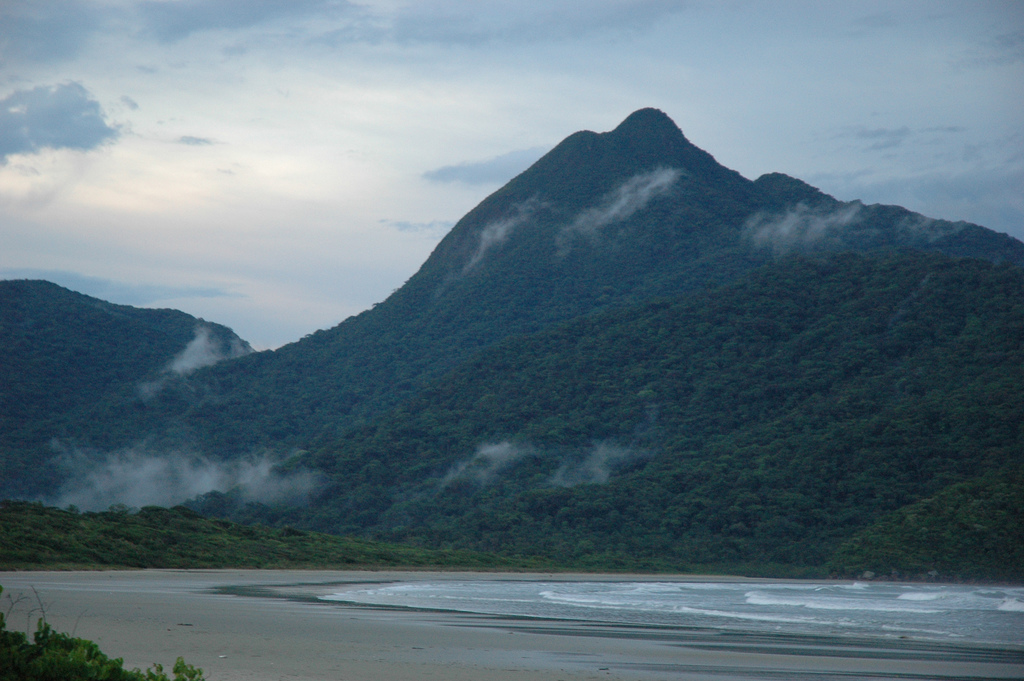
Công viên quốc gia Ilha do Cardoso
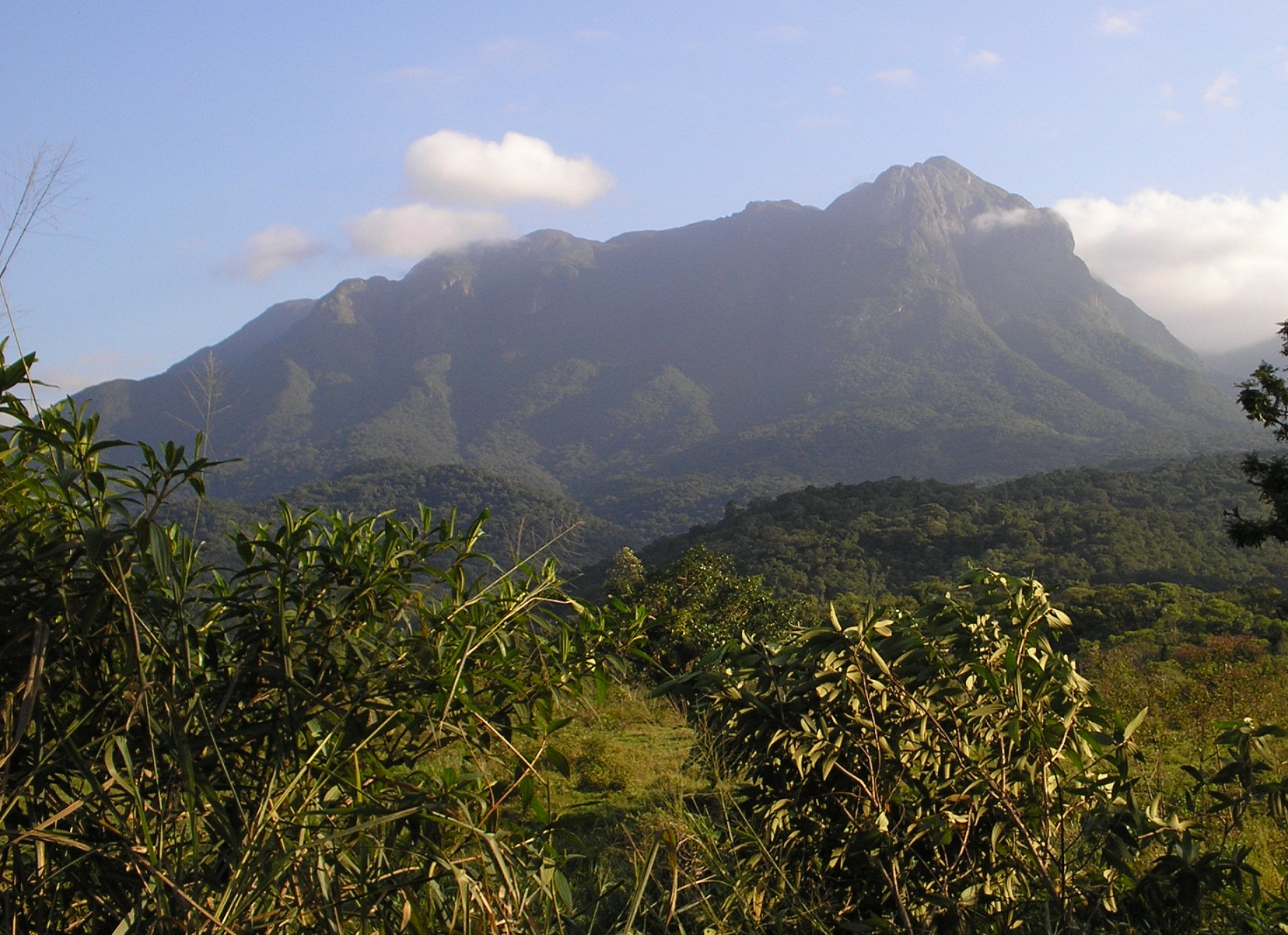
Công viên quốc gia Pico do Marumbi
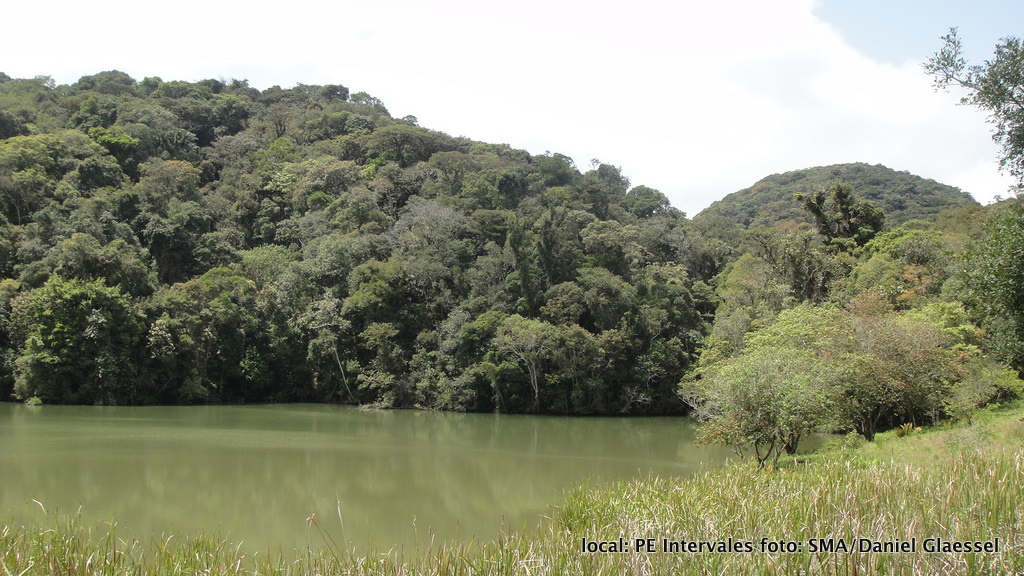
Công viên quốc gia Intervales
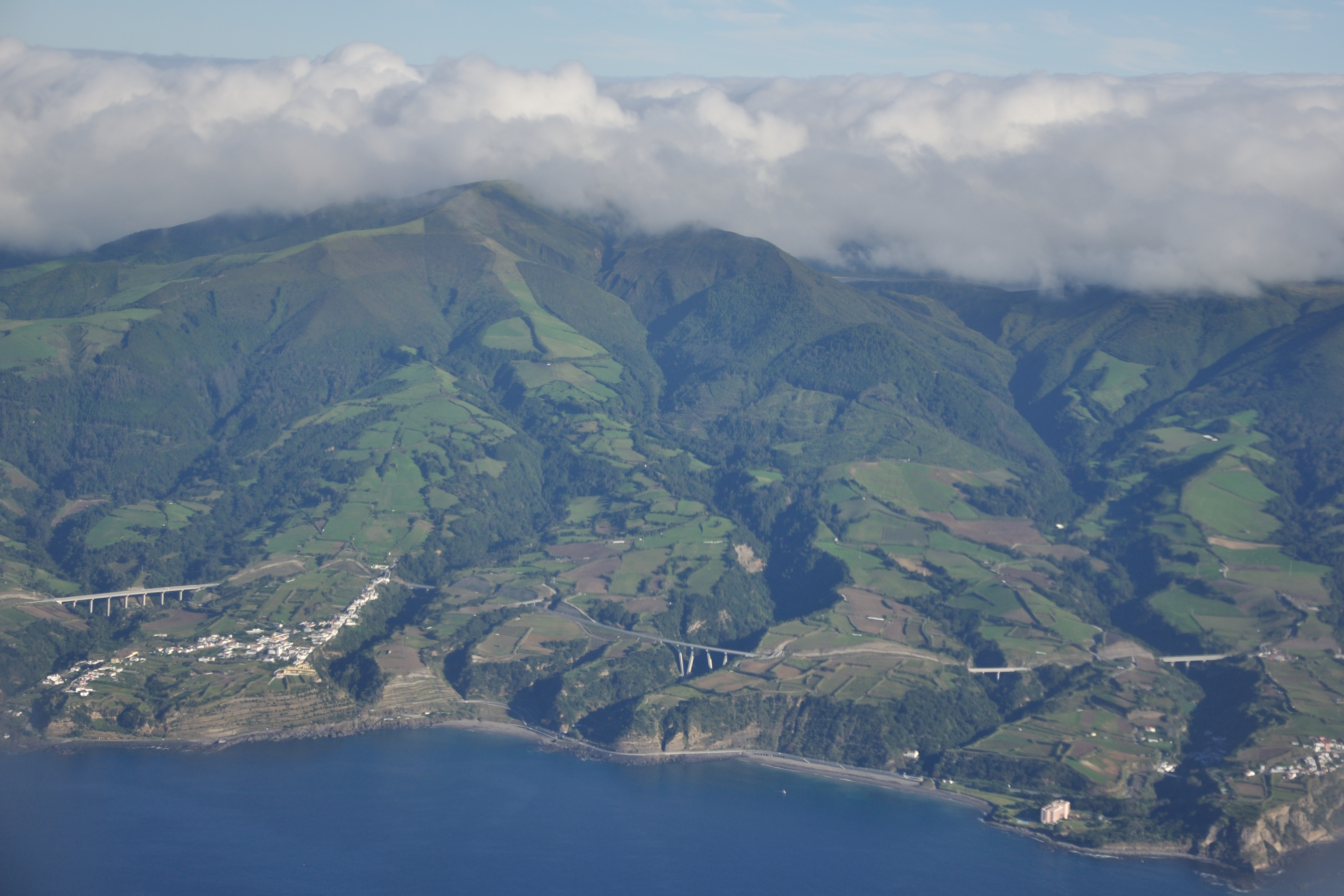
Vườn quốc gia Alto Ribeira
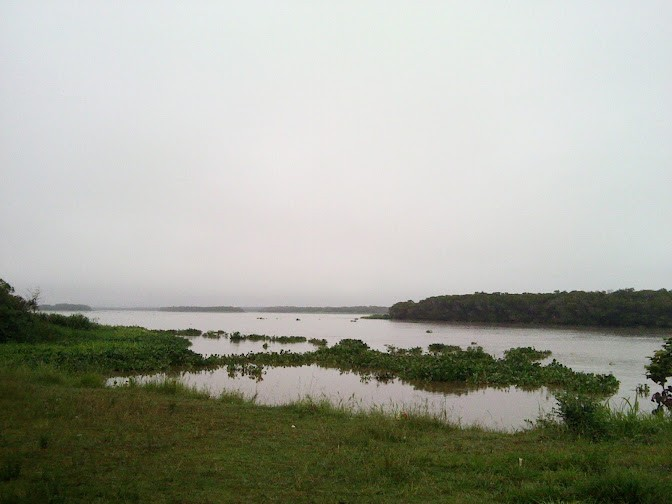
Khu bảo tồn hoang dã Ilha Comprida